# Hartmann Schedel
 (août 2014).
Si vous disposez d'ouvrages ou d'articles de référence ou si vous connaissez des sites web de qualité traitant du thème abordé ici, merci de compléter l'article en donnant les références utiles à sa vérifiabilité et en les liant à la section « Notes et références ».
Hartmann Schedel, né le 13 février 1440 à Nuremberg et mort le 28 novembre 1514 dans la même ville, est un médecin et chroniqueur allemand, connu notamment comme humaniste et pour avoir écrit l'un des incunables les plus remarquables : La Chronique de Nuremberg.

## Biographie
Ayant obtenu sa maîtrise à l'âge de vingt-trois ans, il étudia ensuite la médecine à l'université de Padoue. En Italie, il écrivit une description générale des antiquités d'Italie. À son retour en Allemagne, il s'installa comme médecin, et fut également le trésorier du diocèse et de l'église Saint-Sébald de Nuremberg.

## La Chronique de Nuremberg

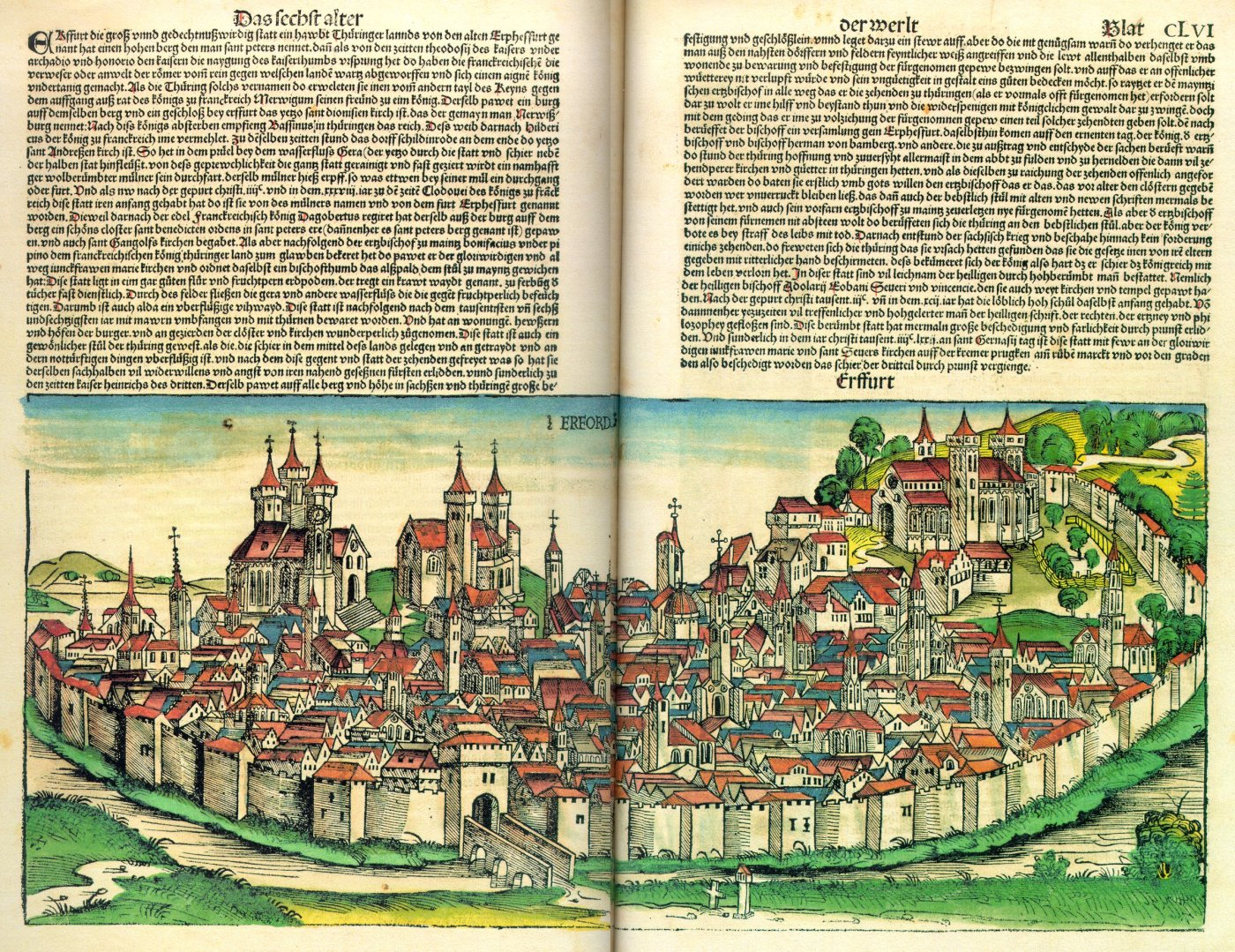
Une page de l'édition allemande des Chroniques, illustrant la ville d'Erfurt.

Son ouvrage le plus célèbre s'intitule les Chroniques de Nuremberg (Liber Chronicarum), réalisées avec de nombreux collaborateurs et publiées en 1493. Elles sont un des incunables allemands les plus importants, à la fois en raison de l'ampleur du projet éditorial et de la qualité de sa réalisation.
Les Chroniques sont une histoire illustrée du Monde, depuis la création jusqu'aux années 1490. Elles ont été compilées par Hartmann Schedel, illustrées et gravées par Michael Wohlgemuth et Wilhelm Pleydenwurff, et imprimées et publiées par Anton Koberger :
- Michael Wohlgemuth était peintre et graveur. Il fut le maître d'Albrecht Dürer en peinture, gravure sur bois et sur cuivre.
- Wilhelm Pleydenwurff, son beau-fils, était également graveur et participa à l'illustration des Chroniques.
- Anton Koberger, qui fut l'imprimeur des Chroniques, fut d'abord joaillier avant de fonder la seconde presse d'imprimerie de Nuremberg en 1470. Sa famille tenait une place importante dans les instances dirigeantes de Nuremberg depuis que celle-ci devint une ville libre d'Empire en 1219. Koberger devint le parrain d'Albrecht Dürer en 1471. En 1489, Koberger possédait 34 presses et employait une centaine de personnes.

Ces Chroniques poursuivent une tradition médiévale qui représente l'histoire humaine en six âges, de la création au temps présent. Les Chroniques y ajoutent un septième – le jugement dernier – après avoir laissé des pages blanches à la fin du sixième âge.
Y sont narrées l'histoire de l'Église, l'histoire laïque, l'antiquité classique, et des événements médiévaux et contemporains, mélangés à des fables, mythes et légendes. Le passage des différentes comètes y sont notées. Les personnages importants sont retracés - et éventuellement illustrés -, tels que les rois, les membres du clergé (juif, païen et chrétien), ainsi que les philosophes et les penseurs.
Les gravures sur bois, telles qu'elles apparaissent dans les Chroniques, témoignent de la montée en puissance de l'art de la xylographie en Allemagne du Sud, qui, bien qu'existant avant l'invention de l'imprimerie par Gutenberg, atteint son apogée quand Albrecht Dürer devint un maître dans cet art.
Les Chroniques de Nuremberg furent publiées en deux éditions, en latin (publiée le 12 juillet 1493) et en allemand (publiée le 23 décembre 1493). Elles contiennent 1 809 gravures, tirées de 645 plaques : il y a donc 1 164 répétitions. Les Chroniques, toutefois, tirent leur splendeur de la variété, du nombre et de la taille de ses gravures qui ne se retrouvent dans aucun autre livre de la même époque.
On estime son tirage à 1 500 exemplaires pour l'édition latine, et 1 000 pour l'édition allemande. On a recensé en 1976 près de 800 exemplaires de l'édition latine, et 400 de l'édition allemande, et il n'est pas rare d'en voir apparaître chez des libraires spécialisés, ou dans les salles de ventes aux enchères.
Illustrations extraites des Chroniques de Nuremberg

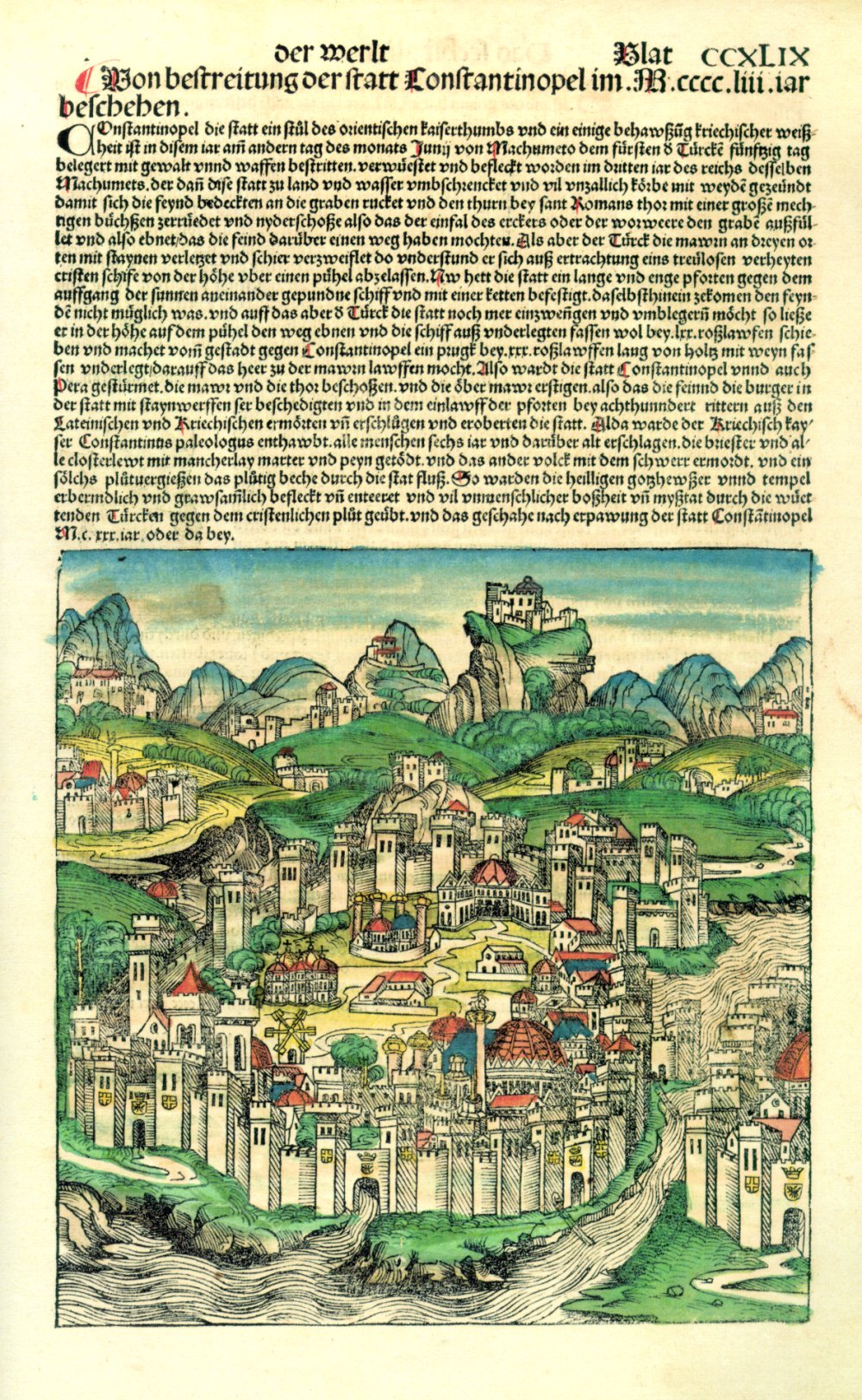
Constantinople
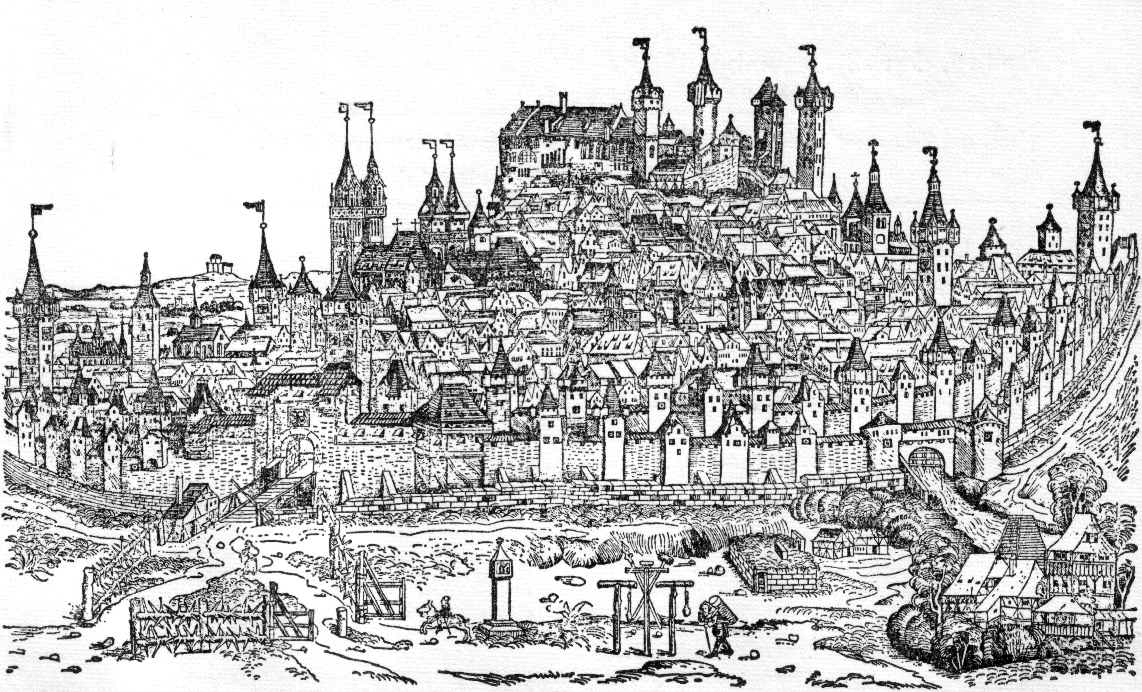
Nuremberg
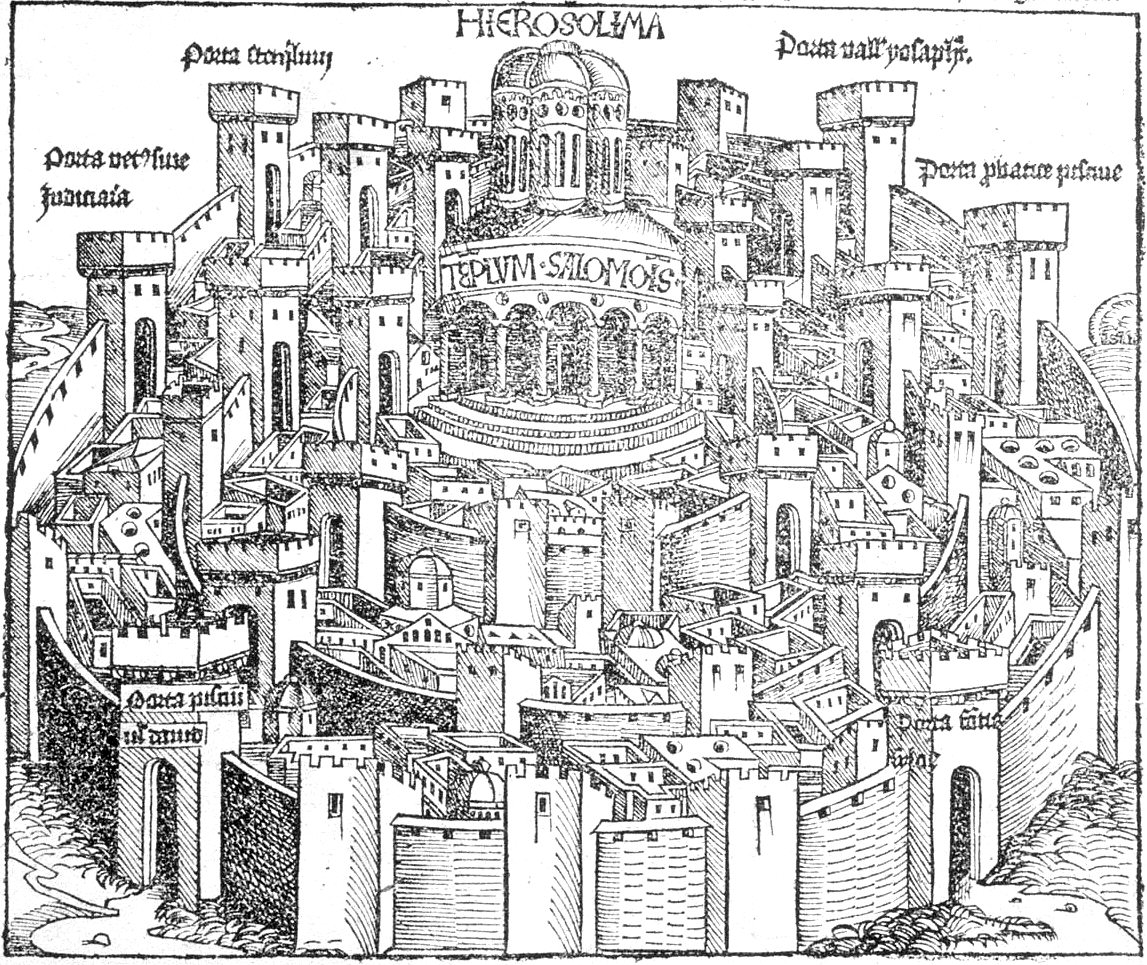
La plus vieille carte imprimée de Jérusalem
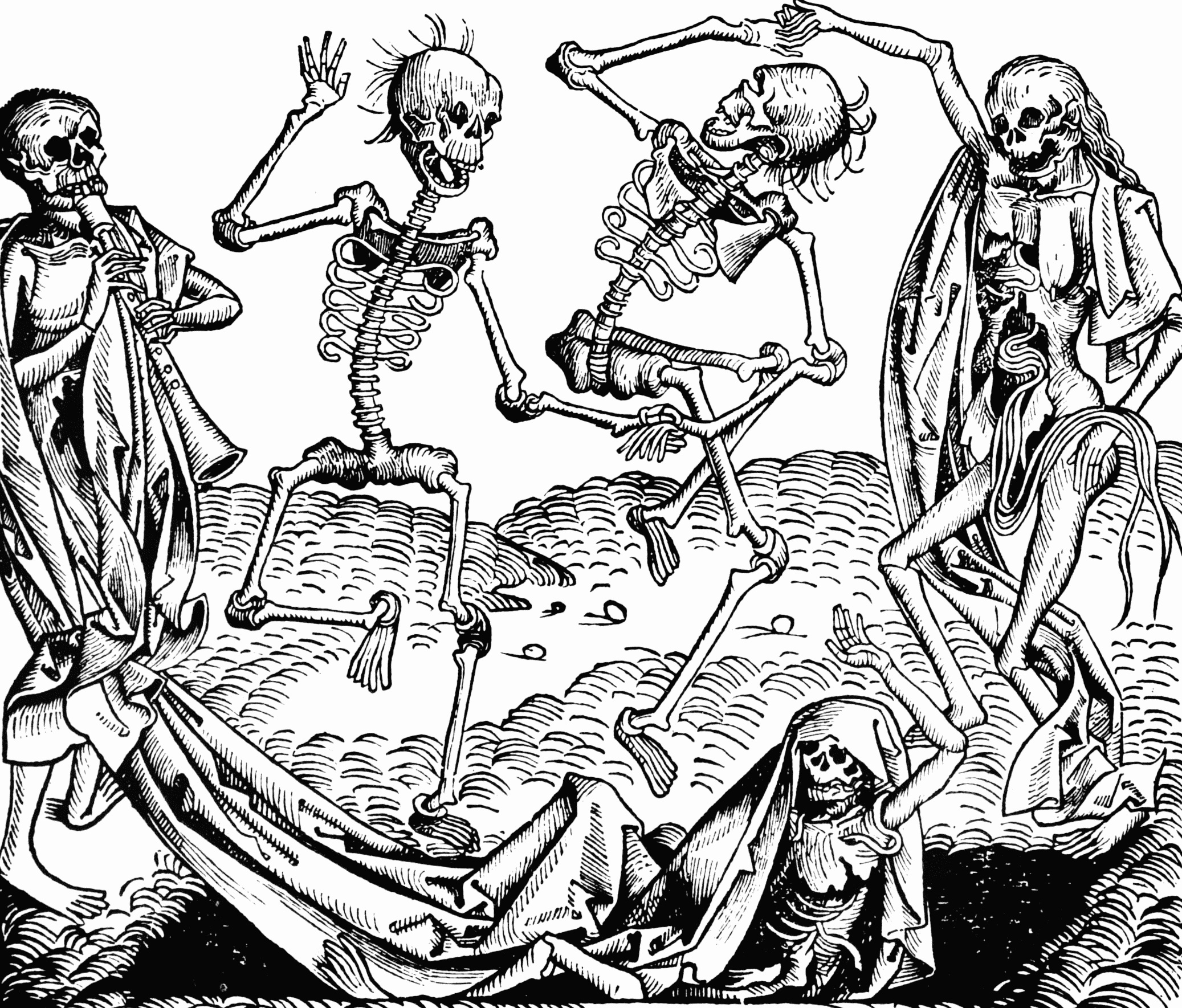
Danse macabre
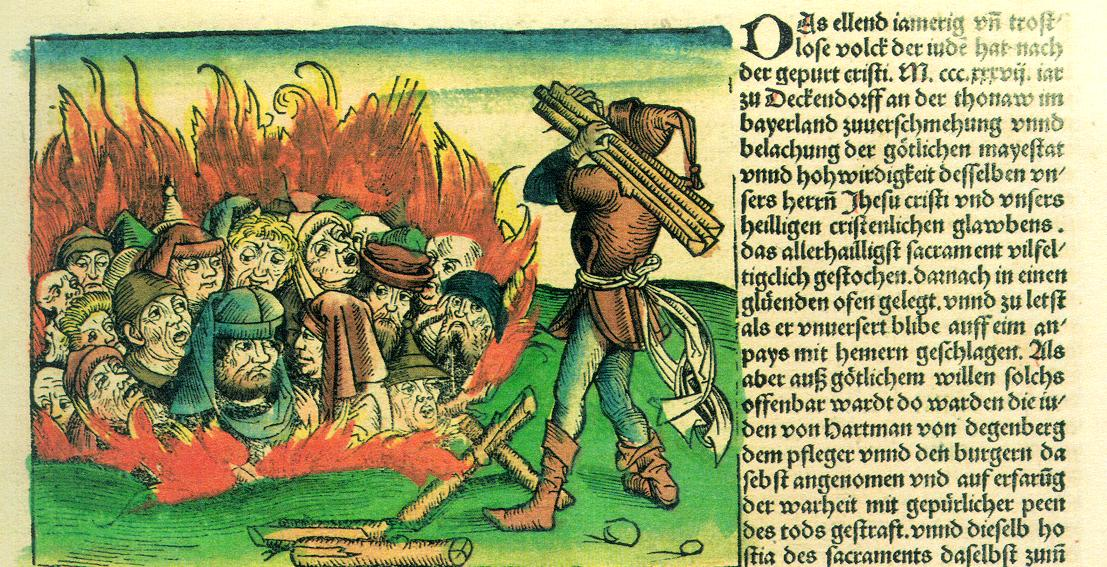
Hostilité contre les Juifs